# Pristomyrmex parumpunctatus
Pristomyrmex parumpunctatus é uma espécie de formiga do gênero Pristomyrmex, pertencente à subfamília Myrmicinae.